# دهستان کریان
دهستان کریان، یکی از دهستان‌های بخش کریان شهرستان میناب در استان هرمزگان ایران است. مرکز این دهستان، روستای راونگ است.

## جمعیت
بر پایه سرشماری عمومی نفوس و مسکن در سال ۱۳۹۵، جمعیت دهستان کریان برابر با ۱۱٬۳۵۸ نفر بوده‌است.